# ارمنستان در مسابقه آواز یوروویژن نوجوانان ۲۰۲۳
ارمنستان در مسابقه آواز یوروویژن نوجوانان ۲۰۲۳ در نیس، فرانسه شرکت کرد و نمایندگان خود را به‌طور داخلی انتخاب کرد. گروه یان گلز با آهنگ «آن را به روش من انجام دهید» که توسط توکیونین، وحید پطرسیان و مالنا نوشته شده بود، در این رقابت حضور یافت. مالنا که برنده مسابقه آواز یوروویژن نوجوانان ۲۰۲۱ بود، یکی از نویسندگان این آهنگ بود.
این گروه در رده هشتم اجرا کرد (پس از نماینده استونی و پیش از نماینده لهستان). ارمنستان با کسب ۱۸۰ امتیاز در جایگاه سوم قرار گرفت که این یازدهمین باری بود که ارمنستان در بین پنج رتبه برتر مسابقه آواز یوروویژن نوجوانان قرار می‌گرفت.

## پس‌زمینه
پیش از مسابقه در سال ۲۰۲۳، ارمنستان ۱۵ بار در مسابقه آواز یوروویژن نوجوانان شرکت کرده بود. این کشور اولین حضور خود را در سال ۲۰۰۷ در این مسابقات تجربه کرد. ارمنستان بهترین نتیجه خود را در سال ۲۰۱۰ به دست آورد و با آهنگ «Mama» که توسط ولادیمیر ارزومانیان اجرا شد، برنده شد. سپس ارمنستان میزبان مسابقه آواز یوروویژن نوجوانان در سال ۲۰۱۱ در یروان بود. در مسابقات سال ۲۰۱۹، کارینا ایگناتیان کشور خود را با آهنگ «رنگ‌های رؤیای تو» در گلیویس، لهستان نمایندگی کرد. این آهنگ در رتبه ۹ از میان ۱۹ کشور قرار گرفت و ۱۱۵ امتیاز کسب کرد.
با وجود اینکه نام ارمنستان در لیست نهایی کشورهای شرکت‌کننده قرار داشت، ارمنستان به دلیل جنگ دوم قره‌باغ در نوامبر ۲۰۲۰ از مسابقه سال ۲۰۲۰ انصراف داد. بعدها اعلام شد که ملنا به‌طور داخلی انتخاب شده بود تا با آهنگ «چرا» نماینده ارمنستان باشد. با پایان جنگ دوم قره‌باغ در ۱۰ نوامبر، رئیس هیئت ارمنستان دیوید تسرویان در اینستاگرام نوشت که کشورش قدرتمندتر از همیشه به این مسابقات بازخواهد گشت. ارمنستان دوباره ملنا را انتخاب کرد تا این کشور را با آهنگ کامی کامی نمایندگی کند و در نهایت با ۲۲۴ امتیاز برنده مسابقه شد. در مسابقه سال ۲۰۲۲، ناره با آهنگ «برقص!» کشور خود را نمایندگی کرد. این کشور در نهایت در رتبه دوم از میان ۱۶ کشور قرار گرفت و ۱۸۰ امتیاز کسب کرد.

## پیش از یوروویژن نوجوانان
نماینده ارمنستان برای مسابقه ۲۰۲۳ به‌طور داخلی توسط پخش‌کننده ارمنستان، شرکت تلویزیون عمومی ارمنستان انتخاب شد که فرایند ارسال آثار را برای هنرمندان علاقه‌مند به سنین ۹ تا ۱۴ سال در ۴ ژوئیه ۲۰۲۳ آغاز کرد. برای تمامی آثار ارسالی از شرکت‌کنندگان خواسته شده بود که نسخه‌های کاور دو آهنگ را ارسال کنند و مهلت درخواست‌ها تا ۲۳ ژوئیه ۲۰۲۳ بود. تمامی شرکت‌کنندگان باید شهروند جمهوری ارمنستان می‌بودند و می‌توانستند به‌صورت تک‌خوان، دو نفره یا گروهی با حداکثر شش عضو باشند. پس از دو دور از آزمون‌ها، هیئت داوری متخصص که توسط ارمنستان ۱ منصوب شده بود، نماینده نهایی کشور را تعیین کرد.
در تاریخ ۲۹ سپتامبر ۲۰۲۳، پس از حمله ۲۰۲۳ جمهوری آذربایجان به قره‌باغ کوهستانی و پاکسازی قومی ارمنی‌ها از قره‌باغ کوهستانی، اتحادیه پخش‌کنندگان اروپا (EBU) اعلام کرد که آن‌ها در حال پیگیری احتمال شرکت ارمنستان در مسابقه ۲۰۲۳ هستند و مدیر اجرایی مسابقه اظهار داشت که جواب قطعی به سؤال حضور ارمنستان در مسابقه وجود ندارد.
در ۲۵ اکتبر ۲۰۲۳، ارمنستان ۱ به‌طور رسمی اعلام کرد که یان گلز نماینده ارمنستان در مسابقه ۲۰۲۳ خواهند بود و آهنگ «آن را به روش من انجام دهید» را اجرا خواهند کرد. این آهنگ توسط توکیونین، وحید پطرسیان و ملنا نوشته و ساخته شده بود، که همچنین مسئول پیروزی ارمنستان در مسابقه یوروویژن نوجوانان ۲۰۲۱ بودند. همراه با انتشار رسمی آهنگ، یک ویدئو موسیقی نیز منتشر شد که توسط آرتور منوکیان کارگردانی شده بود.

### آمادگی
در ۱۲ نوامبر ۲۰۲۳، ارمنستان ۱ مستند دپی منکاگان اوروویژن ۲۰۲۳ را پخش کرد که سفر یان گلز را به مسابقه یوروویژن نوجوانان ۲۰۲۳ روایت می‌کند.

## در یوروویژن نوجوانان

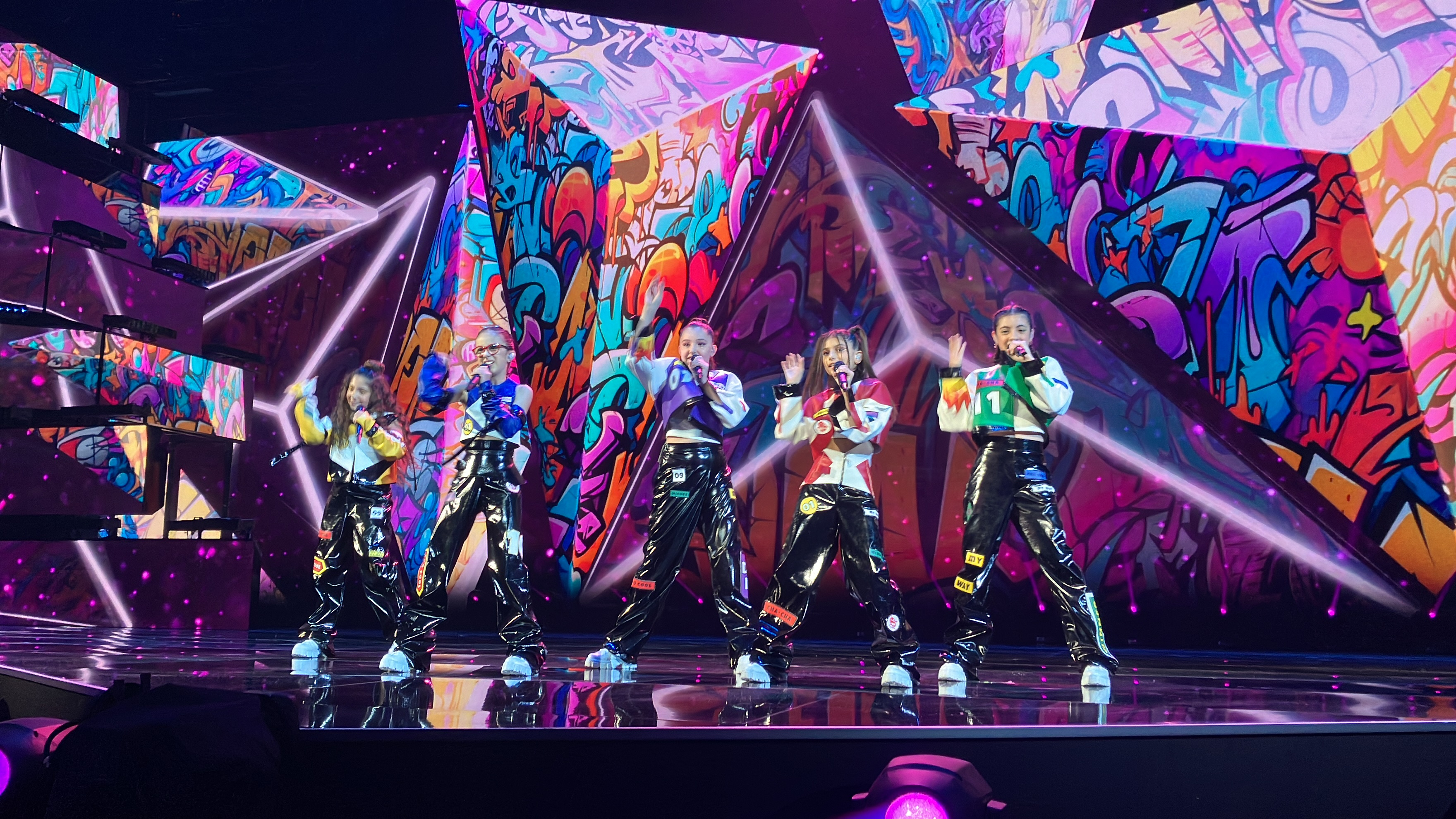
یان گلز در حال اجرا در صحنه در طول نمایش هیئت داوران

مسابقه یوروویژن نوجوانان ۲۰۲۳ در کاخ نیکایا در نیس، فرانسه در تاریخ ۲۶ نوامبر ۲۰۲۳ برگزار شد.

#### رأی‌گیری
همان سیستم رأی‌دهی که در دوره ۲۰۱۷ معرفی شد، در این دوره نیز استفاده شد، به‌طوری‌که نتایج از ۵۰٪ رأی‌گیری آنلاین و ۵۰٪ رأی‌گیری هیئت داوران تعیین می‌شد. هر کشور یک هیئت داوران ملی داشت که شامل سه نفر از حرفه‌ای‌های صنعت موسیقی و دو نوجوان بین ۱۰ تا ۱۵ سال بود که شهروند کشور خود بودند. رتبه‌بندی این داوران ترکیب شد تا ده رتبه برتر کلی به‌دست آید.
رأی‌گیری آنلاین شامل دو مرحله بود. مرحله اول رأی‌گیری آنلاین در تاریخ ۲۲ نوامبر ۲۰۱۹ آغاز شد، زمانی که یک بازبینی از تمام اجراهای تمرینی در وب‌سایت مسابقه Junioreurovision.tv نمایش داده شد و پس از آن بینندگان می‌توانستند رأی دهند. پس از این، رأی‌دهندگان همچنین این گزینه را داشتند که کلیپ‌های یک دقیقه‌ای طولانی‌تری از هر اجرای تمرینی شرکت‌کنندگان مشاهده کنند. این مرحله اول رأی‌گیری در تاریخ ۲۴ نوامبر ساعت ۱۵:۵۹ به‌وقت محلی پایان یافت. مرحله دوم رأی‌گیری آنلاین در طول نمایش زنده برگزار شد و درست پس از آخرین اجرا آغاز شد و به مدت ۱۵ دقیقه باز بود. بینندگان بین‌المللی قادر بودند برای حداقل سه و حداکثر پنج آهنگ رأی دهند. آنها همچنین می‌توانستند برای آهنگ کشور خود رأی دهند. سپس این رأی‌ها به امتیازهایی تبدیل می‌شد که بر اساس درصد رأی‌های دریافتی تعیین می‌شد. به‌عنوان مثال، اگر یک آهنگ ۱۰٪ از رأی‌ها را دریافت می‌کرد، ۱۰٪ از امتیازات موجود را دریافت می‌کرد.
در پایان نمایش، ارمنستان از هیئت داوران ۱۱۶ امتیاز و از رأی‌گیری آنلاین ۶۴ امتیاز دریافت کرد و در رتبه سوم قرار گرفت.
| امتیاز                                          | کشور                                      |
| ----------------------------------------------- | ----------------------------------------- |
| ۱۲ امتیاز                                       | - آلمان - مالت - مقدونیه شمالی - بریتانیا |
| ۱۰ امتیاز                                       | - گرجستان - اوکراین                       |
| ۸ امتیاز                                        | - استونی - هلند                           |
| ۷ امتیاز                                        | - فرانسه - لهستان                         |
| ۶ امتیاز                                        | - آلبانی                                  |
| ۵ امتیاز                                        | - ایتالیا                                 |
| ۴ امتیاز                                        |                                           |
| ۳ امتیاز                                        | - اسپانیا                                 |
| ۲ امتیاز                                        | - جمهوری ایرلند - پرتغال                  |
| ۱ امتیاز                                        |                                           |
| ارمنستان ۶۴ امتیاز از رأی‌گیری آنلاین دریافت کرد |                                           |

| امتیاز    | کشور          |
| --------- | ------------- |
| ۱۲ امتیاز | مالت          |
| ۱۰ امتیاز | فرانسه        |
| ۸ امتیاز  | بریتانیا      |
| ۷ امتیاز  | آلبانی        |
| ۶ امتیاز  | اسپانیا       |
| ۵ امتیاز  | لهستان        |
| ۴ امتیاز  | گرجستان       |
| ۳ امتیاز  | آلمان         |
| ۲ امتیاز  | هلند          |
| ۱ امتیاز  | مقدونیه شمالی |

#### نتایج رأی‌گیری دقیق
اعضای هیئت داوران ارمنستان به شرح زیر بودند:
- آرتور مناتساکانیان
- نارک استپانیان
- رابرت کولویان
- ایوتا موکوشیان – نماینده ارمنستان در مسابقه یوروویژن ۲۰۱۶، مجری مسابقه یوروویژن نوجوانان ۲۰۲۲
- ساتی سارگسیان

| ردیف | کشور          | داور A | داور B | داور C | داور D | داور E | رتبه میانگین | امتیازات داده شده |
| ---- | ------------- | ------ | ------ | ------ | ------ | ------ | ------------ | ----------------- |
| ۰۱   | اسپانیا       | ۶      | ۶      | ۵      | ۷      | ۳      | ۵            | ۶                 |
| ۰۲   | مالت          | ۱      | ۱      | ۱      | ۳      | ۲      | ۱            | ۱۲                |
| ۰۳   | اوکراین       | ۱۰     | ۱۴     | ۱۲     | ۹      | ۱۰     | ۱۲           |                   |
| ۰۴   | جمهوری ایرلند | ۱۵     | ۹      | ۱۰     | ۱۵     | ۱۵     | ۱۴           |                   |
| ۰۵   | بریتانیا      | ۲      | ۸      | ۲      | ۱      | ۴      | ۳            | ۸                 |
| ۰۶   | مقدونیه شمالی | ۱۳     | ۱۱     | ۹      | ۴      | ۱۱     | ۱۰           | ۱                 |
| ۰۷   | استونی        | ۱۴     | ۱۰     | ۱۱     | ۱۳     | ۹      | ۱۳           |                   |
| ۰۸   | ارمنستان      |        |        |        |        |        |              |                   |
| ۰۹   | لهستان        | ۸      | ۳      | ۱۳     | ۶      | ۷      | ۶            | ۵                 |
| ۱۰   | گرجستان       | ۷      | ۷      | ۶      | ۸      | ۶      | ۷            | ۴                 |
| ۱۱   | پرتغال        | ۱۲     | ۱۳     | ۸      | ۱۲     | ۸      | ۱۱           |                   |
| ۱۲   | فرانسه        | ۴      | ۴      | ۳      | ۲      | ۱      | ۲            | ۱۰                |
| ۱۳   | آلبانی        | ۵      | ۲      | ۴      | ۱۰     | ۵      | ۴            | ۷                 |
| ۱۴   | ایتالیا       | ۱۱     | ۱۵     | ۱۵     | ۱۴     | ۱۴     | ۱۵           |                   |
| ۱۵   | آلمان         | ۳      | ۵      | ۱۴     | ۱۱     | ۱۳     | ۸            | ۳                 |
| ۱۶   | هلند          | ۹      | ۱۲     | ۷      | ۵      | ۱۲     | ۹            | ۲                 |